# Dieffenbachia weirii
Dieffenbachia weirii là một loài thực vật có hoa trong họ Ráy (Araceae). Loài này được Berk. mô tả khoa học đầu tiên năm 1866.